# 武田るい
武田 るい（たけだ るい、1990年10月2日 - ）は、北海道出身の元タレント。

## 経歴
2009年
芸能活動志望と大学進学を兼ねて札幌から上京。12月18日、『キャンパスナイトフジ』「ピカピカの1年生オーディション」出演。
2010年
1月1日、『キャンパスナイトフジ』スペシャルで行なわれた公開オーディションに合格し、キャンパスナイターズ3期生となる。
2011年
『方言彼女。2』に北海道出身としてレギュラー出演。東名阪ネット6と是空、ダブの共同制作で毎週放送されていた美少女バラエティ番組。幹事局はテレビ埼玉。
2015年
在京スポーツ新聞6紙が共同で2010年から立ち上げた、女性6人組ユニット『スクープ!?』4期生。日刊スポーツ担当。スポーツの魅力を広く伝えるため、サンケイスポーツ、デイリースポーツ、東京中日スポーツ、スポーツニッポン、日刊スポーツ、スポーツ報知の在京スポーツ新聞6紙が共同で立ち上げた女性6人組ユニット。それぞれに担当するスポーツ紙が割り当てられ、コスチュームも各社のイメージカラーになっている。
2017年
東京OVAL京王閣競輪場のイメージガール『OVAL Angel』に就任、赤色担当。レースの旗振りやイベントなどに出演。
2019年
2019年6月を最後に芸能活動を引退した。
2020年
2020年5月よりBIGO LIVEにてライバー るいとして配信を開始。また、SNSで競輪選手の菊地竣太朗と結婚したことを発表した。
2021年
2021年5月にはライバーとしてテレビ出演（TOKYO MX らいコレTV）を果たした。

## 人物
- 東京家政大学卒業。大学では心理学を専攻。認定心理士を取得。

### 趣味
- アニメ、漫画、アイドルが好き。

## 出演

### テレビドラマ
- 左目探偵EYE（2010年、日本テレビ） - 生徒役

### バラエティほか
- キャンパスナイトフジ（2010年1月 - 3月、フジテレビほか） - キャンパスナイターズ（3期生）
- めちゃ×2イケてるッ!（2010年8月21日、フジテレビ） - エスパーギャル
- 方言彼女。2（2011年4月開始、東名阪ネット6ほか） - 北海道弁の生徒
- ゲーマーズTV 夜遊び三姉妹（2012年2月3日、日本テレビ） - 「ふるぼっこ堂」に出演
- 機動戦士ガンダム 第07板倉小隊REV.2（2012年4月3日、テレビ東京） - ゲスト出演
- 淳の乾杯してみたっ!（2012年4月7日、テレビ東京） - ゲスト出演
- 美少女ヌードル（2012年6月19日、テレビ朝日）
- 私生活むきだしバラエティ「キリウリ$アイドル」（2014年7月2日、TOKYO MX）
- らいコレTV（2021年5月20日、TOKYO MX）

### インターネットTV
- あっ！レディースナイト＠（@TV、2012年7月4日-9月26日）

### ラジオ
- DJ Tomoaki's Radio Show!（下北FM、2010年7月1日）
- ナイターズ　マル秘同窓会～もう一度ヤラせて～（下北FM、2011年3月26日）
- 土曜の夜は長谷川怜華（FM長崎、2016年10月）

### CM
- 常口アトム（2008年）
- 日本コカ・コーラ 爽健美茶 五穀（2008年）
- バレッグス（2009年）

### イベント
- SANKYOフィーバーマクロスフロンティア2 (2015年)

### 舞台
- WILD HALF〜奇跡の確率〜（2014年1月） - 山中 役

## リリース作品

### 写真集
- キャンパスナイトフジ しこたま卒業アルバム（2010年3月、講談社） ISBN 978-4-06-379441-0

### CD
- エロくないのにエロく聴こえる歌 〜しこたまがんばれ!〜（2010年、ポニーキャニオン） - キャンパスナイターズ

### DVD
- ルイ色の恋（2014年8月22日、イーネットフロンティア）